# Джунта Пизано

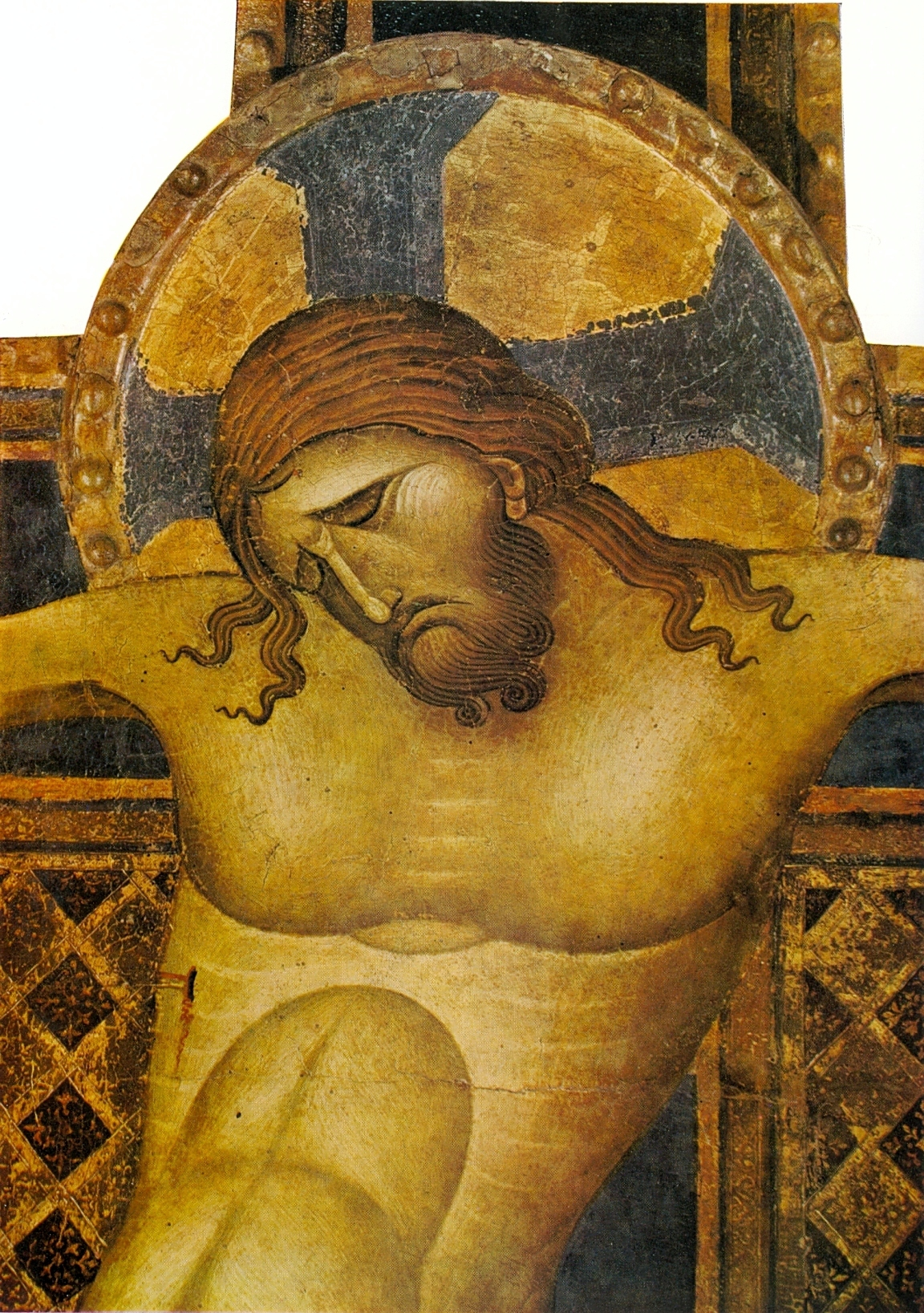
Джунта Пизано. Крест. Деталь. 1250—1254. Дерево, темпера. Церковь Сан-Доменико, Болонья

Джунта Пизано или Джунта ди Капитино (итал. Giunta Pisano; документирован с 1236 по 1266 год) — итальянский живописец периода проторенессанса луккано-пизанской школы.

## Имя
Имя Джунта ди Капитино было обнаружено на расписном кресте из церкви Санта-Мария-дельи-Анджели в Ассизи. Фрагмент надписи гласил [JU]NTA PISANUS [CAP]ITINI. В архивном документе от 1254 года была обнаружена запись о Juncta Capitinus pictor. Так произошла идентификация архивных записей и произведений художника.

## Творчество
Джунта Пизано (что означает «пизанец Джунта»), вероятно, следует считать самым изобретательным художником 1-й половины XIII века, чьё влияние распространилось и на XIV век. Живописная манера Джунты вела происхождение от пизанской школы конца XII — начала XIII веков, в которой доминировала византийская иконопись, а также испытала влияние произведений, созданных в мастерской Берлингьери. Однако надо было иметь острую наблюдательность и сильное воображение, чтобы византийский прототип Распятия превратить в образ умирающего Христа, наполненный глубоким состраданием, как это сделал Джунта.
Существуют три расписных креста, на которых стоит подпись Джунта: это «Крест» из церкви Санта-Мария-дельи-Анджели, Ассизи, «Крест» из музея Сан-Маттео, Пиза и самый знаменитый — «Крест» из церкви Сан-Доменико, Болонья. По их местонахождению можно определить, что Джунта ди Капитино был известным мастером, и работал не только в Пизе, но также получал заказы из других городов. В архивных документах сохранилась запись от 1239 года о том, что в Рим приезжал его сын, священник Леопардо, с «Джованни Пизано, учеником мастера Джунта», на основании чего исследователи предполагают, что мастерская Джунта получала заказы и из Рима. Последний документ от 1266 года, в котором упоминается имя Джунта, сообщает о земельном участке, принадлежащем художнику.
Самая известная история, связанная с его именем, относится к 1236 года и расписному кресту (не сохранившемуся), созданному Джунта для Нижней церкви Сан-Франческо в Ассизи по заказу Ильи Кортонского — главы ордена францисканцев. Вероятно, это был первый крест Джунта с ярким отображением страданий Христа. Но кроме того, у подножия распятия Джунта изобразил самого Илью Кортонского, что было в то время невиданно и вызвало недовольство братии, которая и так не слишком жаловала своего главу, считая, что он излишне склонен к чревоугодию, роскоши, и т. п.
Кроме подписанных Джунта произведений, указанных выше, его руке, либо его мастерской исследователи приписывают ряд работ, хранящихся в различных музеях мира: три разных алтарных образа с изображением Св. Франциска и сцен из его жизни (Пиза, музей Сан-Маттео; Ассизи, сокровищница монастыря; Рим, Ватиканская пинакотека), четыре расписных креста (два из них — в Пизе, музей Сан-Маттео, затем, Венеция, собрание Чини, и Нортгемптон, Музей искусства Колледжа Смит), а также два фрагмента расписного креста из Национальной галереи искусства, Вашингтон, и две доски со сценами из жизни Христа из ГМИИ им. Пушкина, Москва (сегодня их приписывают неизвестному мастеру венецианской школы XIII века). Все произведения Джунта не имеют точных дат.

## Кресты Джунта

Настоятель Илья Кортонский с нижней части утерянного креста работы Джунта Пизано. Гравюра XVII века

Сложилось так, что все дошедшие до наших дней произведения Джунта Пизано, на которых есть его подпись, это исключительно расписные кресты. Кроме трёх подписанных художником произведений с высокой степенью достоверности его руке приписывают ещё два неподписанных креста. Самый ранний из всех датируется приблизительно 1236-40 годами. Однако известно, что ещё до этого художник расписал крест по заказу главы францисканского ордена Ильи Кортонского (ок.1180 — 1253); следы этого креста затерялись в XVII веке, он известен только из исторических источников. Илья был ответственным за возведение ныне знаменитой Базилики св. Франциска в Ассизи, и привлёк к работе Джунта, как ведущего художника того времени. Сегодня трудно сказать, в какой мере вкус заказчика, Ильи Кортонского, сказался на художественной эволюции Джунта Пизано. Несомненно то, что обновление и гуманизация христианства в качестве главных идей св. Франциска, требовали своей визуализации, и Илья Кортонский, разрабатывая программу украшения Базилики св. Франциска, стремился к созданию новых решений традиционных сюжетов. То есть роль францисканцев и самого Ильи Кортонского в формировании творчества Джунта, вероятно, была очень большой. Расписной крест, созданный по его заказу Джунта Пизано, имел несколько необычных для того времени особенностей, в частности, Христос был весьма драматично изображён в позе Christus Patiens («Христос страдающий», некоторые исследователи считают, что Джунта первым после Византийского мастера распятия стал изображать Иисуса в этом виде), а у ног Христа была написана коленопреклонённая фигурка самого Ильи Кортонского, со словами «Jesu Christi pie Miserere precantis Helie» («Иисус Христос, благослови молящего Илию»). Крест ранее размещался в леттнере Нижней церкви в Ассизи в качестве особо ценной реликвии храма. Этот крест, завершенный в 1236 году, имел дату и подпись художника, но от него сохранился только рисунок с изображением Ильи Кортонского, сделанный в XVII веке.
Крест из базилики Санта-Мария-дельи-Аджели, Ассизи.

Распятие. 1236. Дерево, темпера. Базилика Санта-Мария-дельи-Анджели, Ассизи

Вероятно, этот крест был создан художником во время работ в Ассизи в 1230-х годах вскоре после креста с портретом Ильи Кортонского, и по его виду в известной мере можно судить о предыдущем произведении Джунта. Крест имеет размеры 174 х 131 см. Под ногами Христа сохранилась полустёртая подпись художника "(JUN)TA PISANUS (CAP)ITINI ME F(ECIT) " (Джунта Пизано Капитино изобразил меня). На диске, в верхней части креста изображён Христос Благословляющий, под ним надпись «H I S NAZARENUS REX IUDEORUM» («Иисус Назарянин царь иудейский»). На окончании правого луча креста — поясное изображение Иоанна Крестителя, скорбящего о гибели Иисуса, на окончании левого луча — поясное изображение скорбящей Богоматери.
Христос изображён в позе Christus Patiens (Христос Страдающий), сам крест проработан ультрамарином; на нешироком табеллоне нарисован скромный геометрический орнамент. Считается, что именно Джунта Пизано ввел моду украшать табеллоне геометрическим орнаментом взамен прежней манеры изображать там сцены страстей Христовых или предстоящих Марию и Иоанна Крестителя. Такой приём помогал ярче оттенить и выделить фигуру страдающего Христа. В отличие от прежних изображений распятого Христа, произведения Джунта отличает особая графическая выразительность контуров тела Иисуса, усиливающая драматический эффект. В этом произведении контурам торса Христа придано некоторое изящество, если не хрупкость. Крест хранится в церкви Санта Мария дельи Анджели в Ассизи.
Крест из церкви Сан-Раньерино, Пиза.

Расписной крест Святого Раньерио. Ок. 1250. Дерево, темпера. Церковь Сан-Маттео, Пиза

На кресте изображен Христос в позе Christus Patiens (Христос страдающий). На диске в верхней части — Христос Благословляющий, под ним надпись «I N R I» (Iesus Nazarenus Rex Iudeorum) — «Иисус Назарянин царь иудейский». На правом и левом лучах креста поясные изображения скорбящих Иоанна Крестителя и Богоматери, с надписями их имён. Под ногами Христа сохранилась подпись художника «IUNCTA PISANUS ME FECIT» («Джунта Пизано меня изобразил»). На кресте нет даты. Большинство специалистов относит это произведение к десятилетию между 1240 м и 1250 м годами, однако эксперты из музея Сан Маттео считают, что работа может быть датирована 1254 годом, поскольку есть твёрдые архивные данные, что в 1254 году художник находился в Пизе. Размеры этого произведения 184х134 см.
В сравнении с предыдущим крестом, телу Иисуса здесь придана бОльшая атлетичность. S-образный изгиб туловища ярче выражен, оно приземистее, и кажется более массивным и материальным. В своём стремлении к большей реалистичности Джунта уже довольно далеко уходит от таких византийских прототипов, как «Крест № 20» из музея Сан Маттео. Особенно любопытна поза скорбящего Иоанна справа. Его скорбь лишена показного драматизма, и более похожа на глубокие, печальные размышления.
Крест обнаружен в 1793 году на кухне монастыря Санта Анна, после чего был перенесён в церковь Сан Раньерино. Там он находился до 1863 года, когда его передали в новую церковь Святых Раньери и Леонардо. В 1947-48 годах крест был отреставрирован и с тех пор хранится в музее Сан Маттео, Пиза.
Процессионный крест из коллекции Витторио Чини, Венеция.

Крест из собрания Чини, Венеция

Этот небольшой деревянный расписной крест, размером 58,5 х 41,5 см, был создан для употребления в религиозных процессиях и иных литургических мероприятиях. Крест интересен тем, что на одной его стороне Христос изображен в позе Christus Patiens, то есть «Христос страдающий», на другой — Christus Triumphans, то есть «Христос торжествующий». Два разных иконографических типа здесь мирно сосуществуют в рамках одной идейной программы. Исследователи считают, что крест был создан Джунта в период его работы в Ассизи для литургических целей францисканской братии, поэтому крест датируют «до 1240 года». На кресте нет подписи художника, его атрибуция основана на стилистическом анализе.
Процессионный крест из конвента Сан Бенедетто.

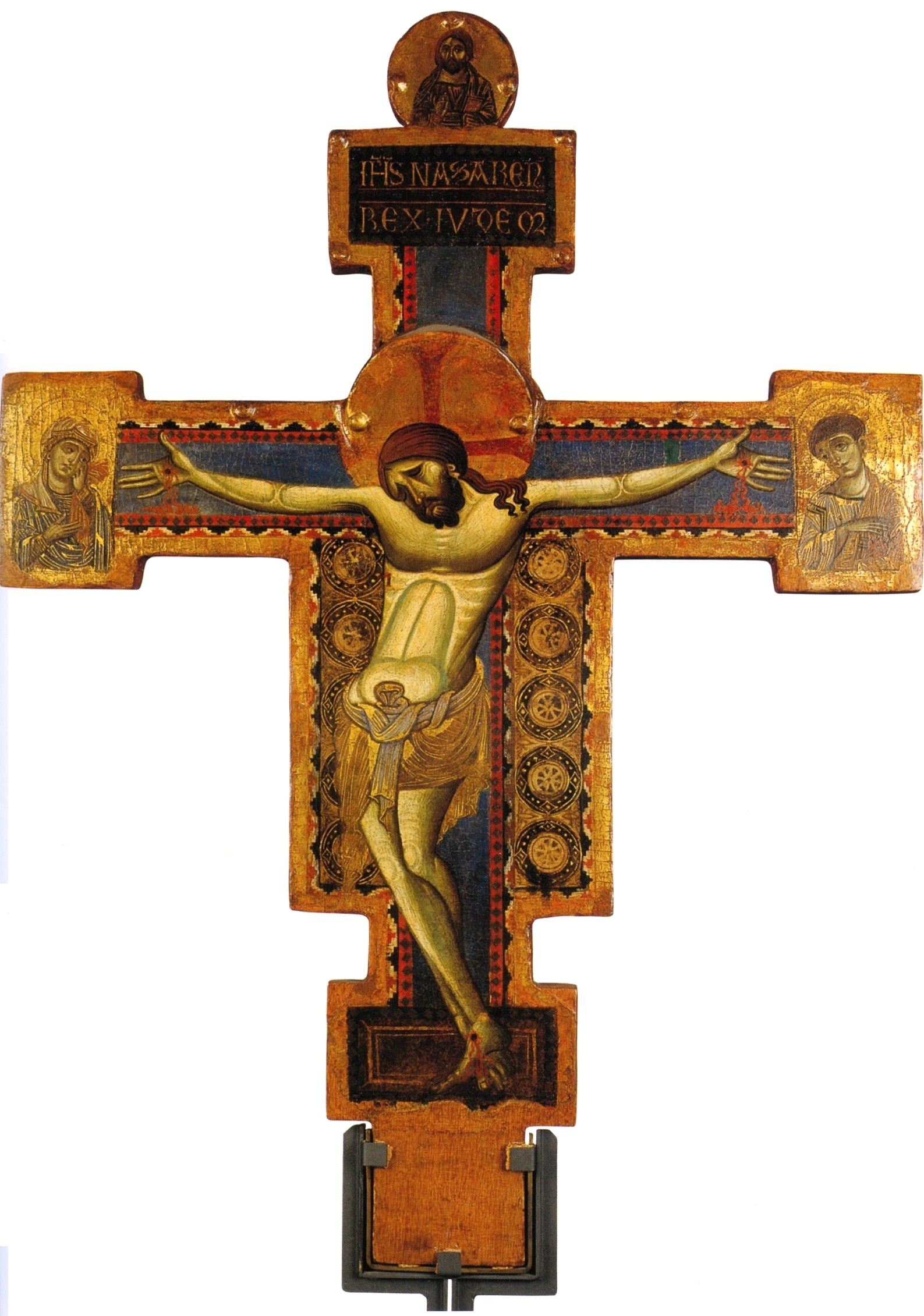
Крест. 1250—1260. Пиза, музей Сан Маттео.

Крест издревле хранился в монастыре сестёр-стефанианок Сан-Бенедетто в Пизе. После упразднения монастыря в 1866 году крест был помещён в алтаре находившейся неподалёку капеллы св. Агаты. В 1920-е годы он был перенесён в новое помещение монахинь стефанианок, расположившееся невдалеке от их бывшего монастыря. В 1940 году произведение передали в музей Сан Маттео, Пиза, а в 1949 году его отреставрировали.
Сравнительно небольшой крест (113х83 см.) был создан для религиозных процессий. Он расписан с двух сторон, и для его создания были использованы менее претенциозные материалы, чем для крестов выставлявшихся внутри храмов, в частности, его фон вместо золота покрыт красной краской. Христос изображён в позе Christus Patiens (Христос страдающий), на правом конце креста поясное изображение Иоанна Крестителя, на левом — Богоматери. Вершину креста венчает изображение Благословляющего Пантократора, под ним надпись «IH(ESU)S NAZAREN(US) REX IUDEOR(UM)» («Иисус Назарянин царь иудейский»). На табеллоне нарисован орнамент из декоративных окружностей.
На кресте нет подписи художника, однако, сильное сходство с крестом из пизанской церкви Сан Раньерино, хранящимся в том же музее, делает атрибуцию почти стопроцентной. Рисунок выдает уверенную руку мастера, а тело Христа отличает такой же атлетизм, пропорции его ближе к земной, а не небесной гармонии, и напоминают торсы скульптур классической Греции, что позволило исследователям говорить о «неоэллинизме» в творчестве Джунта. Впрочем, существует и другая точка зрения: возможно крест был создан в мастерской не самим Джунта, а его коллегами, поскольку, на взгляд экспертов, распятый Христос, Богоматерь и Иоанн Креститель написаны несколько безыскусно, и не создают привычного драматического эффекта. Крест датируют 1250-ми годами.
Крест из базилики Сан-Доменико, Болонья.

Джунта Пизано. Расписной крест из базилики Сан-Доменико, Болонья

Это самый известный и самый большой из всех подписанных крестов Джунта (его размеры 316 х 285 см.). Он был создан по заказу Доминиканского ордена, и исследователи отмечают, что «новая манера» изображения распятия, созданная под влиянием идей их конкурентов — францисканцев, стала столь популярной и общепринятой, что более консервативные доминиканцы уже не смогли перед ней устоять. Крест создан по типичной для художника схеме: на кресте изображен Христос в позе Christus Patiens (Христос страдающий), на правом луче Иоанн Креститель, на левом Богоматерь. Тело Иисуса не атлетично, его контурам присущая тонкая гармония: оно не приземисто, как в двух крестах из музея Сан Маттео, и не астенично, как на кресте из Ассизи, S-образный изгиб его ярко выражен, что создаёт иллюзию провисания, его тяжести и материальности. В нижней части креста сохранилась подпись художника «Cuius docta manus me pixit Junta Pisanus» (Джунта Пизано, учёная рука которого изобразила меня).
Создание креста исследователи относят к 1250-54 годам. Однако надо учитывать, что все произведения, созданные Джунта Пизано, не имеют точных датировок, поэтому реконструкция творчества художника и последовательность создания им произведений носят достаточно условный характер, несмотря на авторитеты пишущих об этом исследователей. Например, если подойти к его творчеству с точки зрения большей или меньшей экспрессии присущей его работам, то этот крест вместе с крестом из Ассизи следует считать ранними, относящимися к 1230-40 м годам произведениями, а пизанские распятия с их атлетизмом и экспрессией более поздними, тем более, что есть достоверные архивные сведения, сообщающие о пребывании Джунта в Пизе в 1254 году.
Кроме перечисленного Джунта Пизано, либо «школе Джунта» атрибутируют ещё три расписных креста: процессионный Крест из музея Сан Маттео, Пиза (200х104 см, ранее хранился в музее Пизанского собора; имеет значительные утраты красочного слоя), расписной крест из Городской пинакотеки, Фаэнца, и ещё один расписной крест из Болоньи (хранится в местной пинакотеке). На всех этих произведениях Христос изображён в виде Christus Patiens.
Несмотря на всю внешнюю самостоятельность, искусство Джунта Пизано в целом находилось в русле византийской живописи того периода, в которой происходил процесс обновления изобразительного языка (например, фрески монастыря в Милешеве, созданные до 1228 года). Итальянской ветвью этого широкого процесса обновления было и искусство Джунта Пизано. Новшество его живописной техники заключалось в том, что он с помощью светотеневой моделировки смог лучше передать объём и массу тела, в отличие от Берлингьери и других мастеров, в произведениях которых преобладает графичность. А. Тартуфери полагает, что «неоэллинистические» эксперименты Джунта были, по всей вероятности, первым обращением средневековых итальянских художников к своему греко-римскому прошлому — процесс, который, по сути, будет лежать в основе всего итальянского Ренессанса.

## Школа и последователи

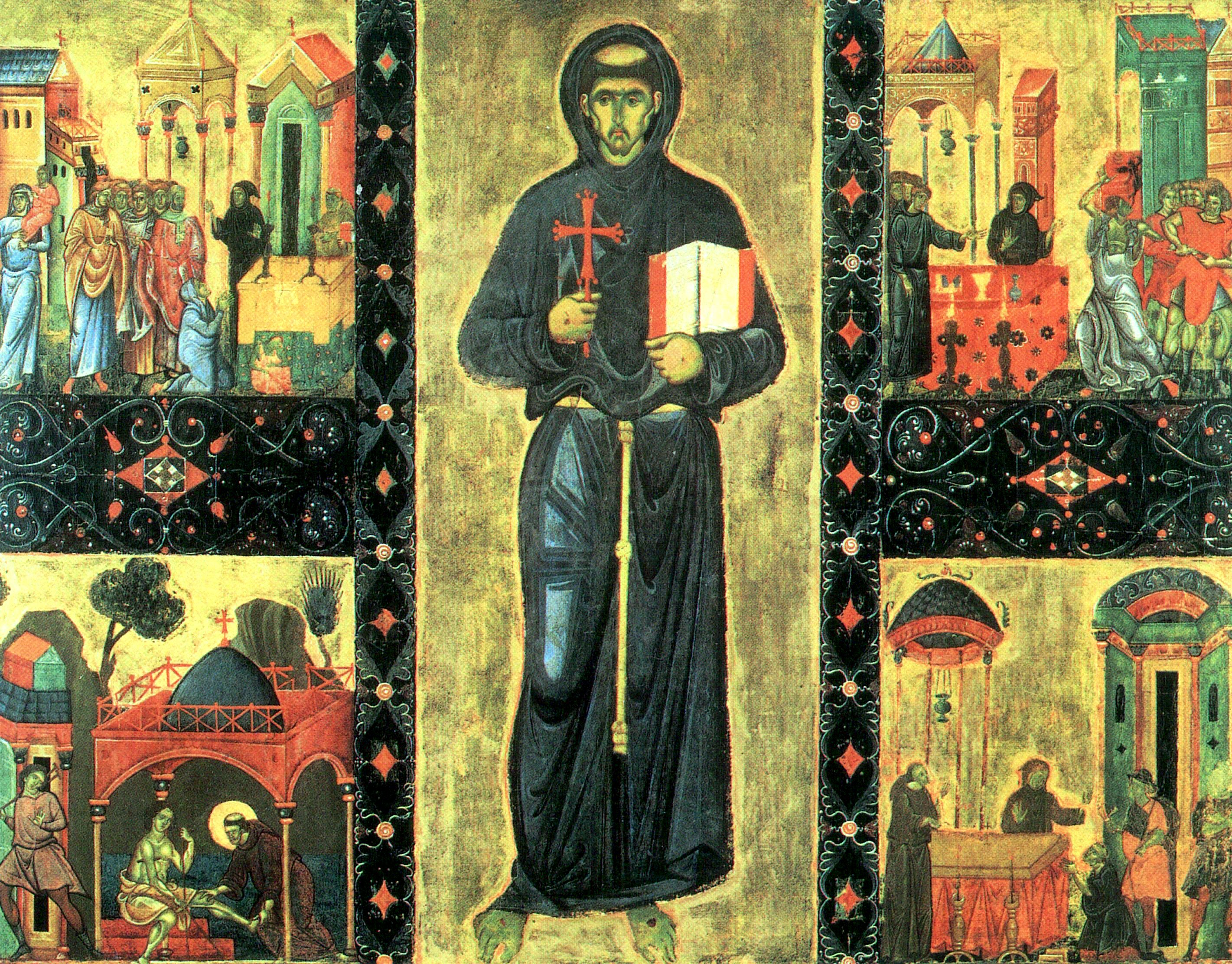
Школа Джунта Пизано. Святой Франциск из Паолы и сцены его жизни. Между 1260 и 1270. Дерево, темпера. Ватикан, Пинакотека

Школа Джунта Пизано (Мастер сокровищницы базилики Сан-Франческо). Святой Франциск из Паолы и сцены его жизни. Между 1260 и 1270. Дерево, темпера. Сокровищница базилики Сан-Франческо, Ассизи

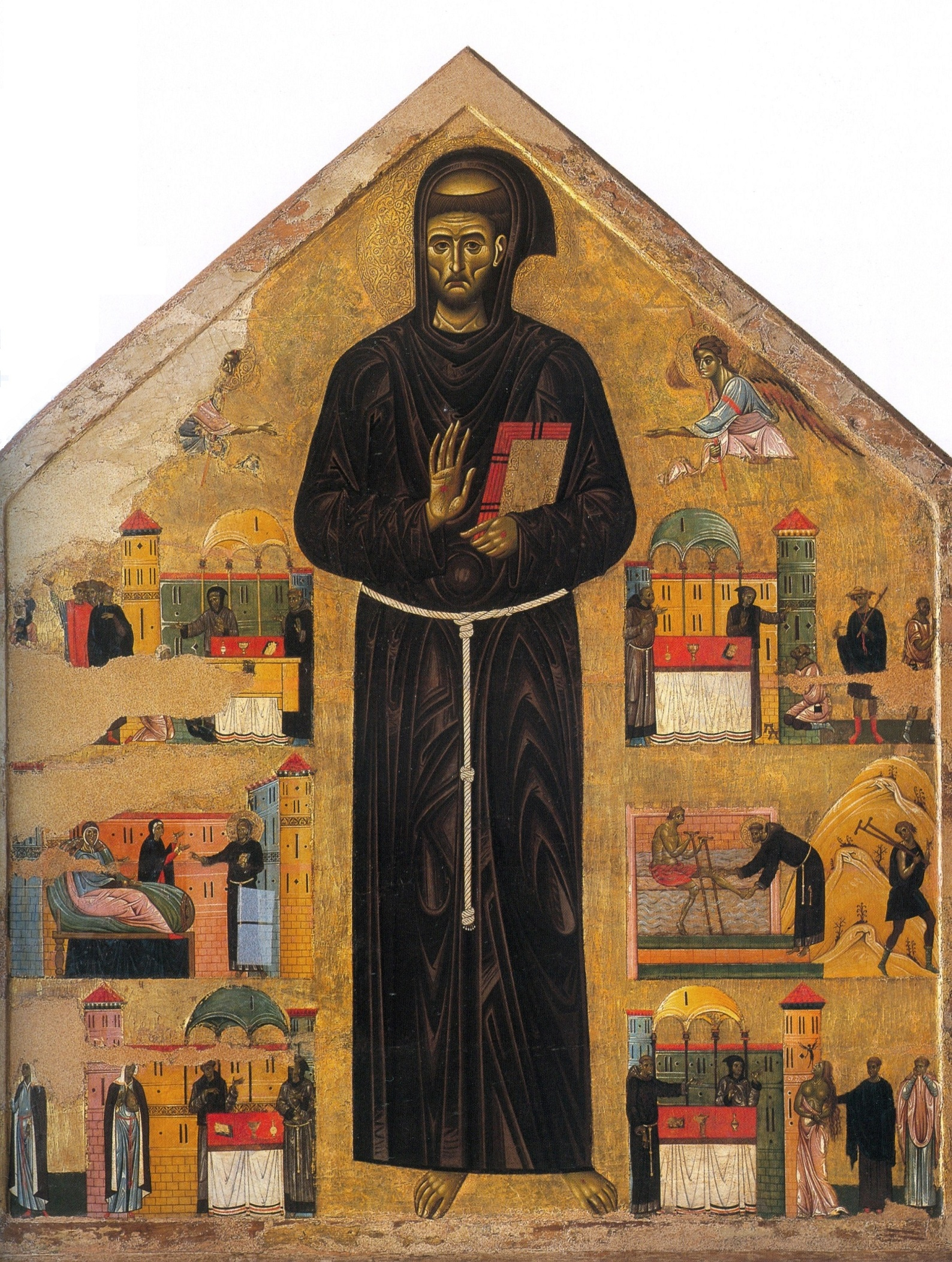
Святой Франциск и шесть эпизодов его жизни. 1250-е. Музей Сан Маттео, Пиза

Среди наиболее известных произведений, приписываемых кругу или школе Джунта Пизано, числятся три алтарные картины с изображением св. Франциска Ассизского и сцен из его жизни (Ватикан, Пинакотека; Ассизи, Сокровищница церкви Сан Франческо; и Пиза, музей Сан Маттео). Особенно схожи картины из Ватикана и Ассизи. На них изображён св. Франциск в полный рост с Библией в левой руке и с крестом в правой, а по сторонам от него четыре клейма со сценами чудес из жизни этого святого. Темы сцен взяты из «Большой легенды» Св. Бонавентуры:
1. Исцеление уродливой девушки;
2. Исцеление одержимой женщины;
3. Исцеление хромого Бартоломео да Нарни;
4. Исцеление калеки.
Произведения несут в себе элемент дидактики и были созданы для иллюстрации божественности духа сравнительно недавно канонизированного святого. Своими стилистическими особенностями эти алтарные картины отличаются от известного алтаря посвященного св. Франциску, который создал в 1235 году Бонавентура Берлингьери. Исследователи считают, что у ватиканской и ассизской икон св. Франциска был прототип, написанный Джунта Пизано в 1230-х годах, поздними репликами которого эти произведения являются, а появление прототипа связывают с поездкой Джунта в Рим в 1239 году. Обе реплики датируют приблизительно 1260-70 годами, и относят к «школе Джунта Пизано».
Третья алтарная картина, посвящённая св. Франциску, со времён Вазари и Малиабекьяно приписывалась кисти Чимабуэ. Ранее она украшала главный алтарь церкви братьев меньших в Пизе, затем хранилась в капелле с реликвиями, которую патронировало семейство делла Сета, в 1861 году была приобретена городскими властями и позднее вновь передана монахам-францисканцам (1910г). Однако после наводнения 1966 года, в котором картина пострадала, она была передана музею Сан Маттео и отреставрирована (1967г).
От других житийных картин св. Франциска, эта работа Джунта отличается набором чудес. Художник изобразил св. Франциска в коричневом монашеском одеянии с книгой в левой руке, демонстрирующим стигмат на правой, и окружённым двумя ангелами (церковные идеологи XIII века проводили отчетливые параллели между жизнью св. Франциска и житием Христа, поэтому частично копировали образ Христа Пантократора, которого издревле изображали с книгой в руке). По сторонам от фигуры св. Франциска написаны шесть клейм с сюжетами чудес, совершённых им.
Слева:
- 1. Исцеление мальчика, повредившего шею.
- 2. Женщина просит св. Франциска исцелить свою дочь.
- 3. Св. Франциск исцеляет женщину, страдающую свищами на груди.

Справа:
- 1. Св. Франциск исцеляет молодого мужчину из Монтенеро, страдающего параличом ног.
- 2. Исцеление Бартоломео да Нарни.
- 3. Св. Франциск исцеляет бесноватую.

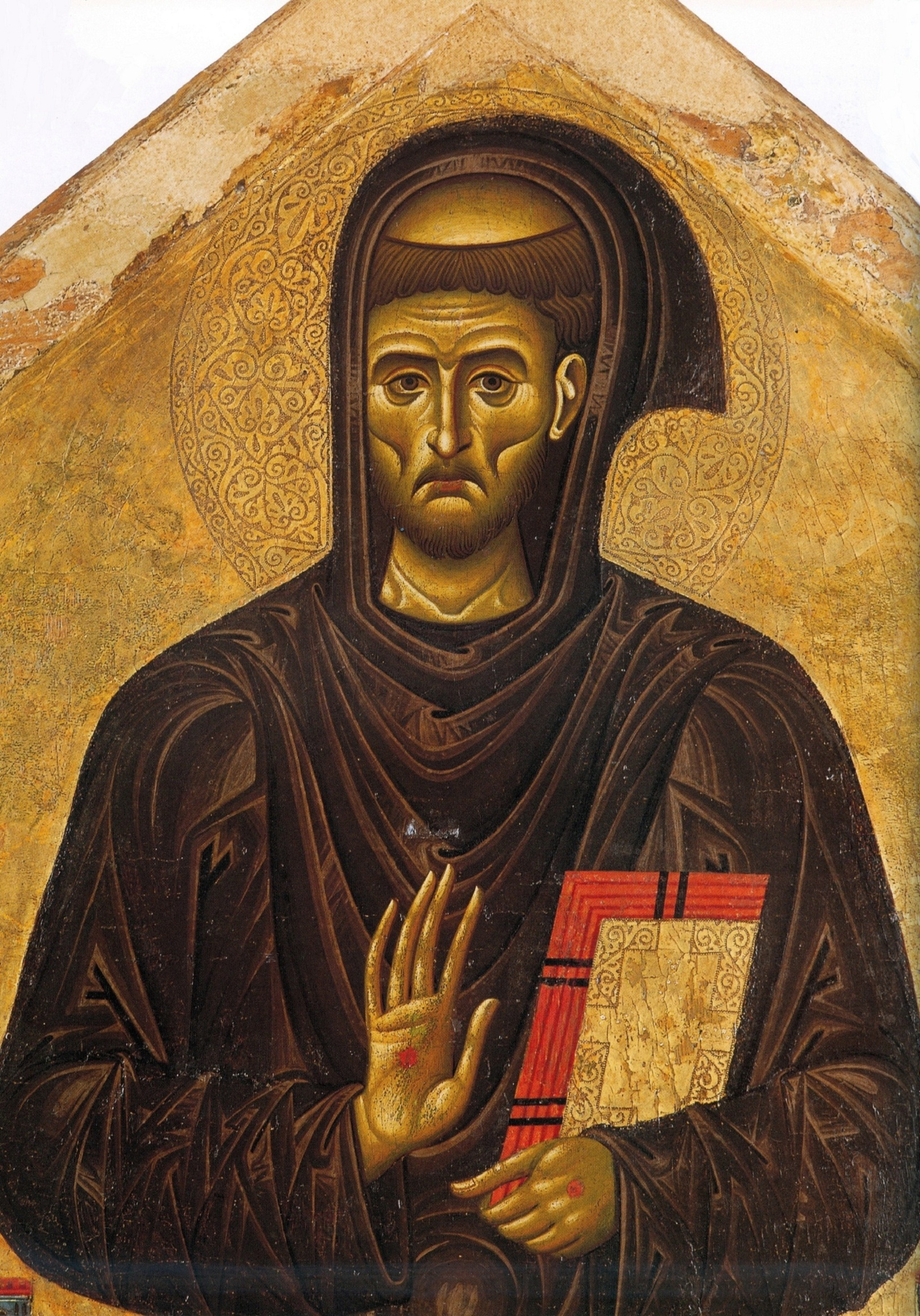
Св. Франциск. Деталь
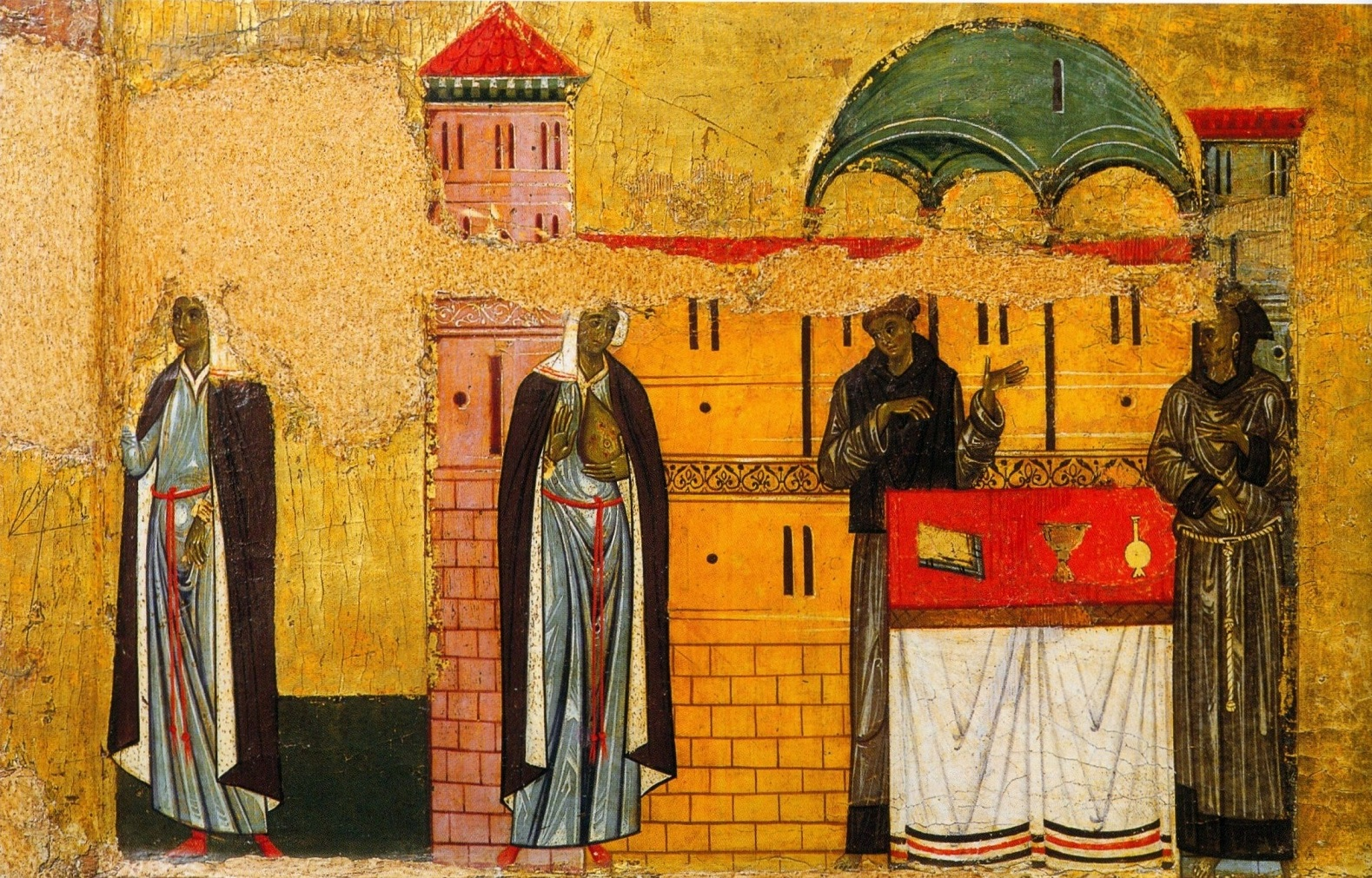
Св. Франциск исцеляет женщину, страдающую свищами на груди
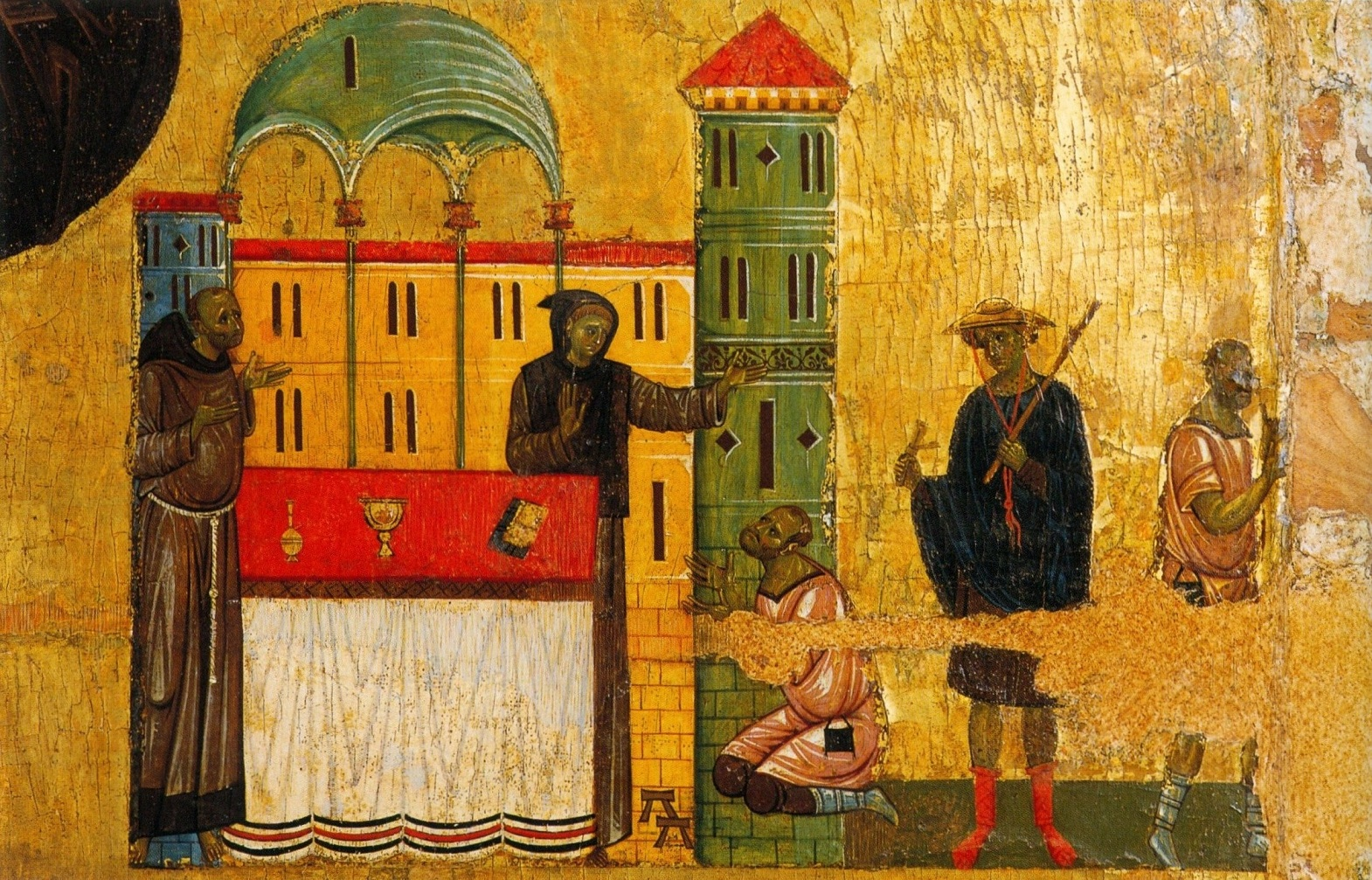
Св. Франциск исцеляет молодого мужчину из Монтенеро, страдающего параличом ног
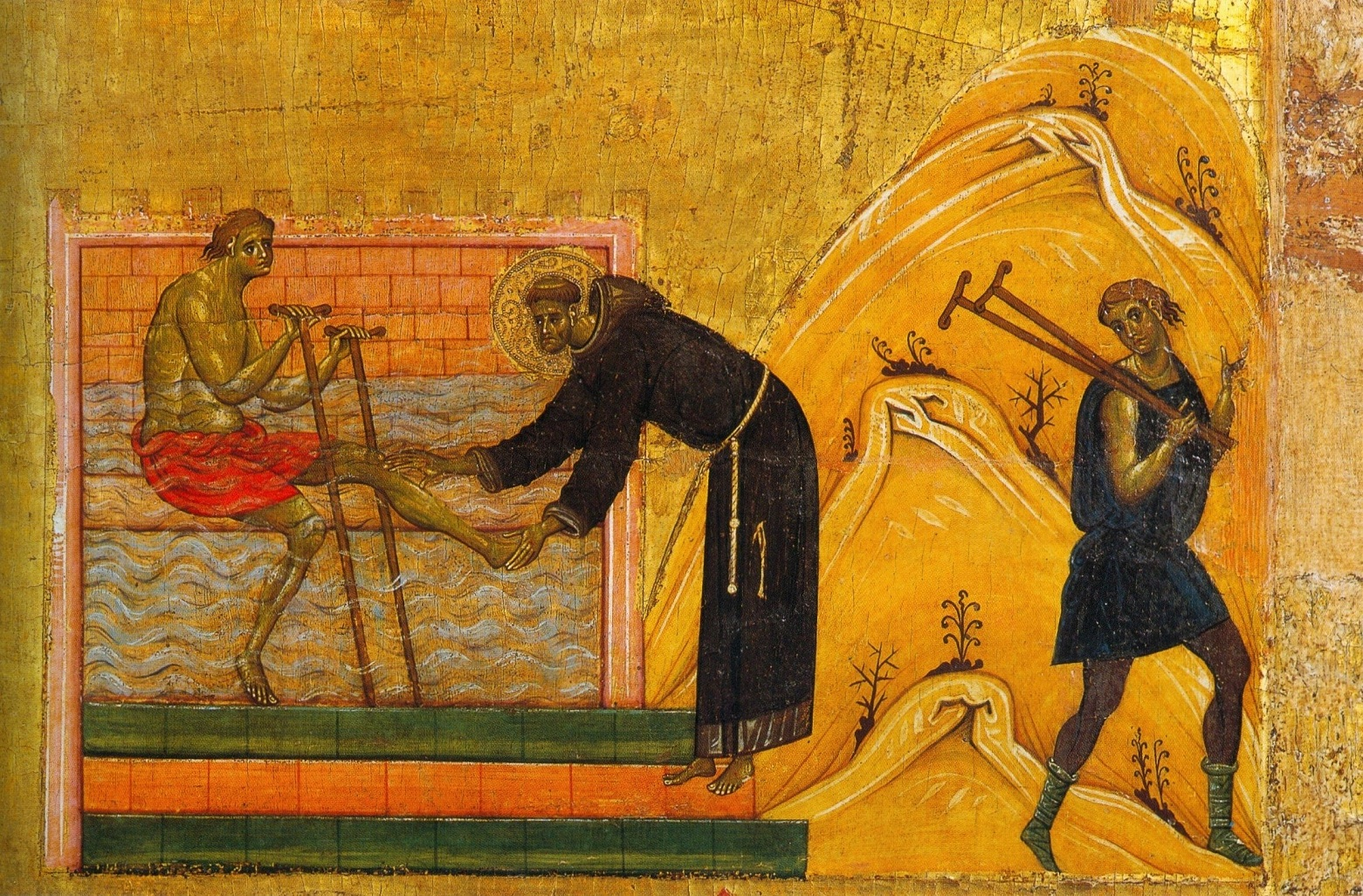
Исцеление Бартоломео да Нарни
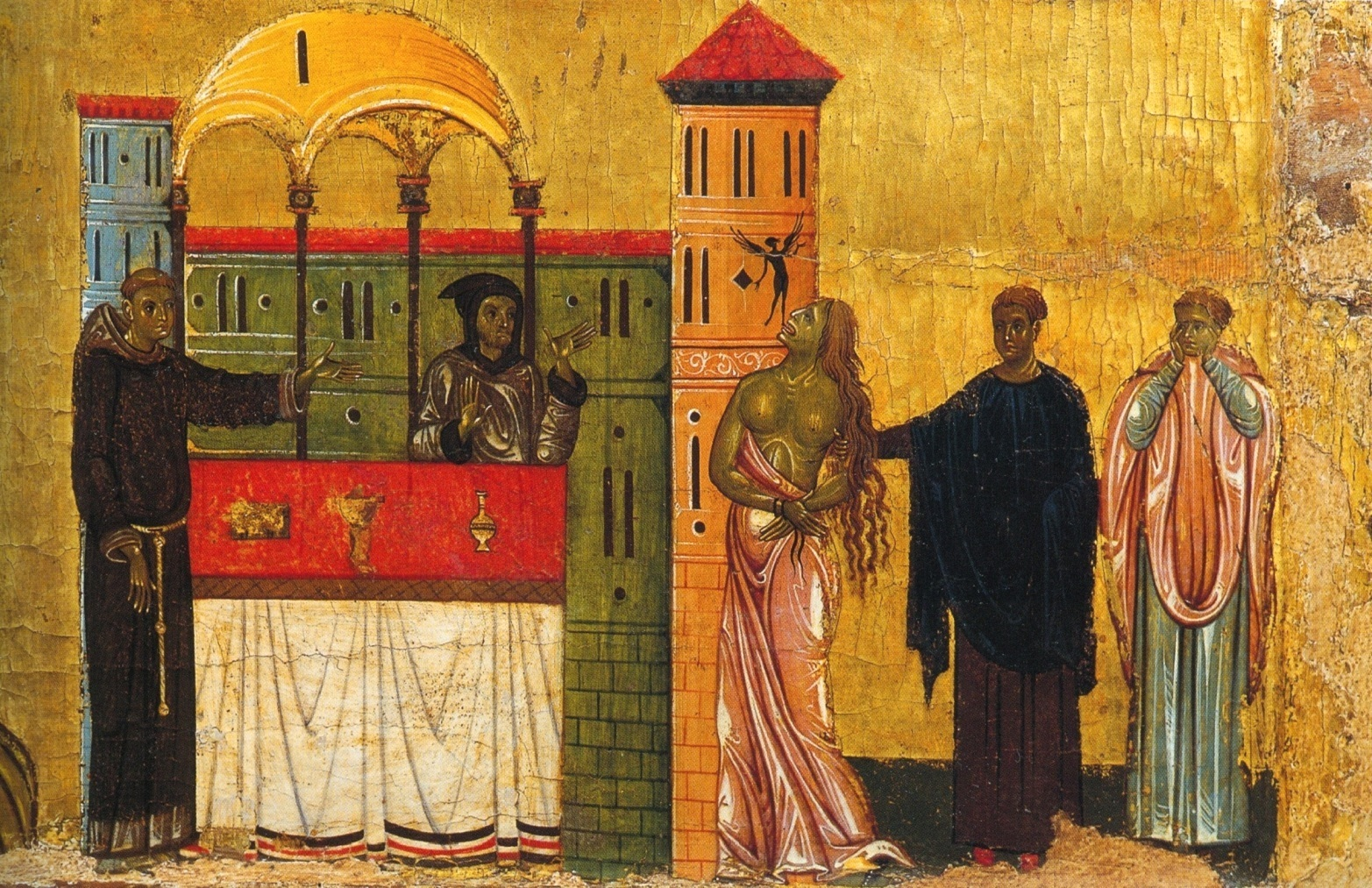
Св. Франциск исцеляет бесноватую

Художник использует в картине художественные приёмы византийского происхождения, особенно отчётливо видные в изображении ангелов и лиц персонажей. С другой стороны, исследователи отмечают, что складки одеяния святого и архитектурные детали свидетельствуют о знакомстве с живописной техникой мастерской Берлингьери. По мнению одних исследователей, работа была создана в 1230-х годах, по мнению других — не ранее 1256 года (в этот год папа Александр IV издал буллу, согласно которой каждый, кто посещал храм св. Франциска в Пизе в связанный с этим праздник, получал индульгенцию; по этому случаю, полагают, и был создан алтарный образ, наглядно иллюстрирующий чудеса святого).
Кругу или школе Джунта приписывается сравнительно небольшое число произведений. В некоторых из них исследователи усматривают регулярные черты, позволяющие выделить особую творческую манеру. Так английский искусствовед Эдвард Гаррисон определил одного анонимного художника, дав ему имя «Мастер синих распятий» благодаря преобладанию синих тонов в его распятиях. Другой анонимный художник был окрещён «Мастером Сокровищницы ц. Сан Франческо» — именно его считают автором описанной выше иконы «Св. Франциск и сцены из его жизни» из Ассизи. К последователям Джунта относят также так наз. Мастера Санта Мария ин Борго. Еще одним крупным мастером XIII века, работавшим в Ассизи в 1260-х годах (после Джунта Пизано) был Мастер святого Франциска, который в своих распятиях также следовал урокам Джунта. Непосредственными пизанскими учениками Джунта были братья Уголино и Энрико де Тедиче, которые развивали далее манеру учителя, а также Чимабуэ, расписные кресты которого прямо перекликаются с произведениями Джунта Пизано.
Современные исследователи считают Джунта центральной фигурой не только в пизанской живописи середины XIII века, но и во всей живописи Тосканы, и шире — во всей итальянской живописи того времени. Влияние его искусств распространилось далеко за пределы Пизы — в Эмилии и Умбрии. Присущая этому мастеру более живая и драматическая манера изображения послужила толчком для дальнейшего развития живописных приёмов в сторону большей реалистичности, и подготовила путь, по которому пойдут ученики Чимабуэ — мастера Проторенессанса.